# Jonah Hill
Jonah Hill Feldstein (født 20. december 1983 i Los Angeles, Californien) er en amerikansk skuespiller og manuskriptforfatter, som er bedst kendt for sin rolle i filmen Moneyball fra 2011, som han fik en nominering til Oscar for bedste mandlige birolle for.

## Udvalgt filmografi
- The 40 Year Old Virgin (2005)
- Accepted (2006)
- Click (2006)
- Knocked Up (2007)
- Evan Almighty (2007)
- Superbad (2007)
- Walk Hard: The Dewey Cox Story (2007)
- Forgetting Sarah Marshall (2008)
- Nat på Museet 2 (2009)
- Funny People (2009)
- Get him to the Greek (2010)
- Moneyball (2011)
- The Sitter (2011)
- 21 Jump Street (2012)
- The Watch (2012)
- Django Unchained (2012)
- This Is the End (2013)
- The Wolf of Wall Street (2013)
- LEGO Filmen (2014) (stemme til Green Lantern)
- 22 Jump Street (2014)
- Don't Look Up (2021)